# Komisní prodej
Komisní prodej je typ prodeje, při kterém věc prodává zprostředkovatel (komisionář), kterému ji majitel (komitent) svěřil (obvykle na základě komisionářské smlouvy) za účelem prodeje třetí osobě. V současnosti se tento typ prodeje často používá u použitého nebo netypického zboží, například uměleckých předmětů. Tím, že se komisionář nestává majitelem věci, snižuje se jeho riziko plynoucí z toho, že se věc brzy neprodá, a to je u nestandardního zboží s nepředvídatelnou poptávkou výhodné. Komitent naopak obvykle těží z toho, že komisionář je profesionální obchodník, schopný zajistit marketing i různé náležitosti obchodního vztahu. Komisionářova odměna se často počítá jako pevně stanovené procento prodejní ceny.